# Бранденбург, Фридрих Вильгельм фон
Граф Фридрих Вильгельм фон Бранденбург (нем. Friedrich Wilhelm Graf von Brandenburg; 24 января 1792, Берлин — 6 ноября 1850, Берлин) — прусский генерал кавалерии и государственный деятель.

## Биография
Родился 24 января от морганатического брака короля Фридриха Вильгельма II с графиней Софией Юлианой Фридерикой фон Денгоф. Трёх лет от роду был возведен в графское достоинство (как и его сестра Юлия).
Рано поступив служить в армию, участвовал в походе в Россию 1812 года ротмистром штаба генерала Йорка, неоднократно отличался затем в походах 1813—1815 годов, в 1848 году, уже в чине генерал-лейтенанта, командовал 6-м армейским корпусом в Силезии.
После выхода в отставку правительства Пфуля, был назначен (3 ноября 1848 года) главой нового кабинета (известного под названием министерства Бранденбург-Мантейфеля), который, созвав первоначально прусское национальное собрание в Бранденбурге, вскоре его распустил и отдал приказание генералу Врангелю занять Берлин подведомственными ему войсками.
В ноябре 1850 года, когда прусско-австрийский конфликт, по желанию сторон, стал предметом третейского разбирательства русского правительства, послан был для переговоров в Варшаву. Проявил большую уступчивость относительно Австрии, согласившись даже — что уже выходило за пределы его полномочий — на отказ Пруссии от унии и на вступление Австрии в Германский союз. Но граф делал эти уступки, имея в виду, что в будущем Пруссия и Австрия честно разделят гегемонию среди остальных германских государств и сообща будут председательствовать в союзном собрании. Эти же условия он поставил впоследствии, когда, после падения министерства Радовица, Мантейфель хотел пойти на те же уступки Австрии, без обеспечения за Пруссией одинакового с Австрией влияния на ход общесоюзных дел. И хотя граф Бранденбург в совете министров (2 ноября 1850 года) высказался против предложения Радовица мобилизовать армию, но его патриотическое чувство сильно страдало от всё большей и большей уступчивости Пруссии относительно Австрии.
От огорчения граф Бранденбургский заболел нервной горячкой и спустя четыре дня (6 ноября 1850 года) скончался. Фридрих Вильгельм IV воздвиг ему памятник на Лейпцигской площади в Берлине.

## Награды
- Орден «Pour le Mérite» (12 августа 1812, королевство Пруссия)
- Железный крест 2-го и 1-го классов (1813, королевство Пруссия)
- Орден Святого Георгия 4-й степени (1813, Российская империя)
- Орден Святой Анны 2-й степени с бриллиантами (1813, Российская империя)
- Орден Красного орла 2-го класса с дубовыми листьями (28 сентября 1826, королевство Пруссия); звезд к ордену (24 сентября 1832)
- Крест за выслугу лет (18 апреля 1831, королевство Пруссия)
- Орден Красного орла 1-го класса с дубовыми листьями (18 января 1836, королевство Пруссия)
- Орден Белого сокола большой крест (2 ноября 1840, великое герцогство Саксен-Веймар-Эйзенах)
- Орден Дубовой короны большой крест (24. Oktober 1846, Люксембург)
- Орден Чёрного орла (18 октября 1849, королевство Пруссия)

## Семья и дети
Жена — Матильда Аврора фон Массенбах (1795—1855), 5 дочерей и 3 сына. Два старших сына-близнеца: граф Фридрих фон Бранденбург (1819—1892; прусский генерал кавалерии a la suite в армии и генерал-адъютант императора) и граф Вильгельм фон Бранденбург (1819—1892; также генерал кавалерии, генерал-адъютант императора, командовал гвардейской кавалерийской дивизией). Третий сын, граф Густав фон Бранденбург (1820—1909) — дипломат.
Фридрих Вильгельм фон Бранденбург состоял в берлинском шахматном клубе Шадова, собиравшим многих видных представителей позднего немецкого Просвещения, и изображён Иоганном Эрдманом Хуммелем на картине «Партия в шахматы во дворце Фосс в Берлине» (1818 или 1819 год).